# Meg 2: Příkop
Meg 2: Příkop (v anglickém originále Meg 2: The Trench) je čínsko-americký akční sci-fi film z roku 2023 režiséra Bena Wheatleyho, který je pokračováním filmu MEG: Monstrum z hlubin natočeného podle románu The Trench (1999) Steva Altena. Stejně jako u prvního snímku scénář napsali Jon Hoeber, Erich Hoeber a Dean Georgaris, Jason Statham, Sophia Cai, Page Kennedy a Cliff Curtis si zopakovali své role, ve filmu se dále objevili Wu Ťing, Sergio Peris-Mencheta a Skyler Samuelsová. Stejně jako v předchozím filmu děj sleduje skupinu vědců, kteří musí před megalodony utéct a přelstít je, neboť zákeřná těžební firma ohrozí jejich misi a donutí je svádět lítý boj o přežití.
Plány na pokračování byly po kasovním úspěchu prvního filmu oznámeny v říjnu 2018, kdy se na něm začalo pracovat. Hlavní natáčení začalo v únoru 2022 a trvalo do května a probíhalo na různých místech v Asii a ve studiích Warner Bros. v Leavesdenu ve Watfordu v hrabství Hertfordshire v Anglii.
Film měl premiéru na Mezinárodním filmovém festivalu v Šanghaji 9. června 2023 a ve Spojených státech byl uveden 4. srpna společností Warner Bros. Pictures. Film získal negativní recenze, ale byl kasovně úspěšný a celosvětově utržil 397,7 milionu dolarů.

## Děj
Šest let po událostech prvního filmu Jonas Taylor bojuje proti ekologickým zločinům a pomáhá stanici Mana One prozkoumávat Mariánský příkop, kde byl nalezen původní megalodon. Po smrti své ženy Suyin vychovává její dospívající dceru Meiying společně s jejím strýcem Jiumingem Zhangem, který vede společnost financovanou průmyslnicí Hillary Driscoll. Mana One studuje osmdesátimetrovou samici megalodona jménem Haiqi, kterou Jiuming objevil jako mládě a částečně vycvičil.
Jonas a Jiuming provádí rutinní ponor do příkopu. Haiqi, která v noci utekla z rezervace, je sleduje a následuje je až pod termoklinu, kde narazí na dva obří samce megalodonů. Jiuming pochopí, že Haiqi je v říji a volala samce k páření. Tým dále narazí na nelegální těžbu vzácných minerálů vedenou žoldnéřem Montesem, který má s Jonasem osobní spor. Montes zabije svou posádku výbuchem, čímž způsobí prasklinu v příkopu, jež uvězní výzkumné týmy pod hladinou.
DJ, Mac a Jess z Mana One zjistí, že záchranný modul byl sabotován. Čtyři přeživší se vydají pěšky v exoskeletech ke stanici Montesovy těžby, ale Jess se odhalí jako zrádkyně. Skupina jí uteče a vrací se k hladině, kde zjistí, že výbuch umožnil uniknout tvorům z příkopu – včetně tří Megů, ještěrovitých Snapperů a obří chobotnice.
Jess je zabita megalodonem, který prorazí "nezničitelné" sklo. Jonas a ostatní se dostanou na rekreační ostrov Fun Island. Driscoll, Montes a žoldnéři je tam chtějí zlikvidovat, ale zaútočí na ně Snappeři a megalodoni. Jonas zabije samce megalodona, ale musí bojovat s Montem, kterého nakonec megalodon sežere. Jiuming sestrojí bombu z hnojiva a s Macem přebírá kontrolu nad vrtulníkem Driscollové.
Chobotnice vrtulník poškodí, ale Jiuming ji zraní a přiláká Haiqi, která ji zabije. Jonas použije rotor z vrtulníku a probodne největšího Mega. Když se Haiqi přiblíží ke skupině, Jiuming ji signálem odvede k hejnu delfínů. Na pláži skupina slaví přežití a Jiuming naznačí, že Haiqi může být březí.

## Obsazení
- Jason Statham jako Jonas Taylor, Meiyingin nevlastní otec a manžel zesnulé Suyin Zhang
- Wu Jing jako Jiuming Zhang, Meiyingin strýc
- Sophia Cai jako Meiying, Jiumingova neteř a Jonasova nevlastní dcera
- Cliff Curtis jako Mac, provozní manažer Mana One
- Page Kennedy jako DJ, inženýr v Mana One
- Sergio Peris Mencheta jako Montes, žoldák, který má na starosti ilegální těžební operace
- Skyler Samuels jako Jess, pracovnice Mana One
- Melissanthi Mahut jako Rigas, bezpečnostní důstojník v Mana One
- Whoopie Van Raam jako Curtis, potápěč v Mana One
- Kiran Sonia Sawar jako Sal, potápěč v Mana One
- Felix Mayr jako Lance, potápěč v Mana One
- Sienna Guillory jako Hilary Driscoll, miliardářská investorka, která financuje Jiumingovo úsilí v Mana One